# S/S Vetäjä V
Le remorqueur portuaire S/S Vetäjä V est un remorqueur à vapeur finlandais construit en 1891.
Il est désormais navire musée de la collection du Forum Marinum à Turku, sur la rivière Aura.
Le navire appartient au registre des navires traditionnel de l'Office national des antiquités de la Direction des musées de Finlande (Museovirasto) et figure au registre des navires de l' Association finlandaise des bateaux à vapeur

## Historique
Le remorqueur a été construit en 1891 dans l'atelier d'usinage Lehtoniemi (Lehtoniemen konepaja) à Joroinen . C'est le dernier remorqueur à vapeur en service. 
La ville de Turku a acheté le remorqueur en 1954 et lui a donné sone nom actuel. Vetäjä V a été utilisé comme remorqueur bâbord jusqu'en 1984. En 1965, sa cheminée a été raccourcie de deux mètres lorsque le navire a été converti du charbon au mazout et la cabine a été reconstruite.

## Préservation
Le navire a été conservé au chantier naval de l'île de Ruissalo jusqu'à ce qu'il soit remis au musée provincial de Turku en 1986, qui l'a transféré au chantier naval d' Oy Laivateollisuus Ab à Pansio. 
Une association de bénévoles, fondée en 1993, a commencé à rénover le Vetäjä V en un navire musée fonctionnel. Il a été relancé et ancré dans la rivière Aura à l'automne. Il est toujours actif et a participé Aux Journées de la Mer de Kotka. Pendant l'été, il est en circulation, effectuant des essais et des démonstrations, au cours desquels les membres de l'association sont également initiés à l'utilisation du remorqueur.

## Galerie

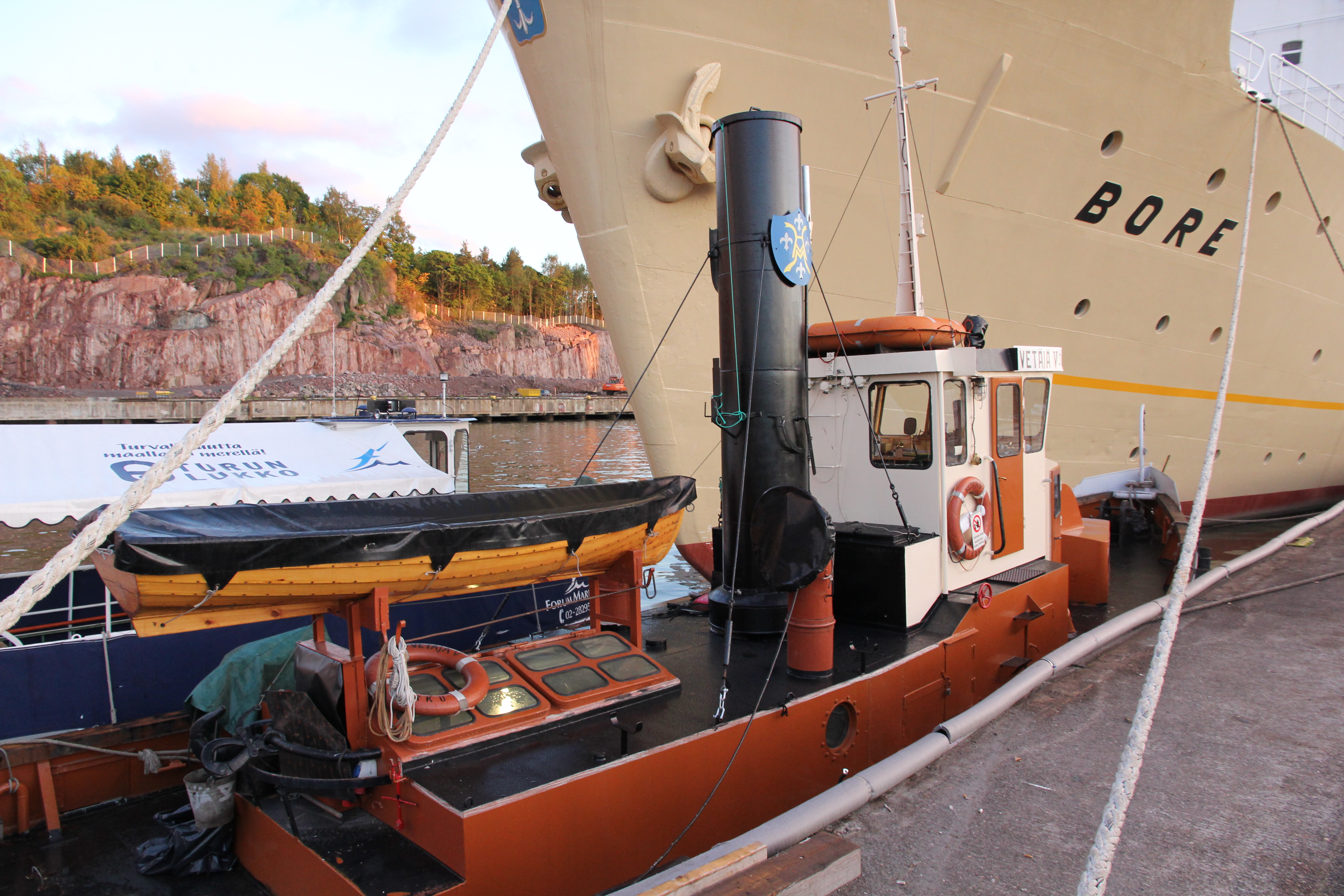
Vetäjä V  au Forum Marinum
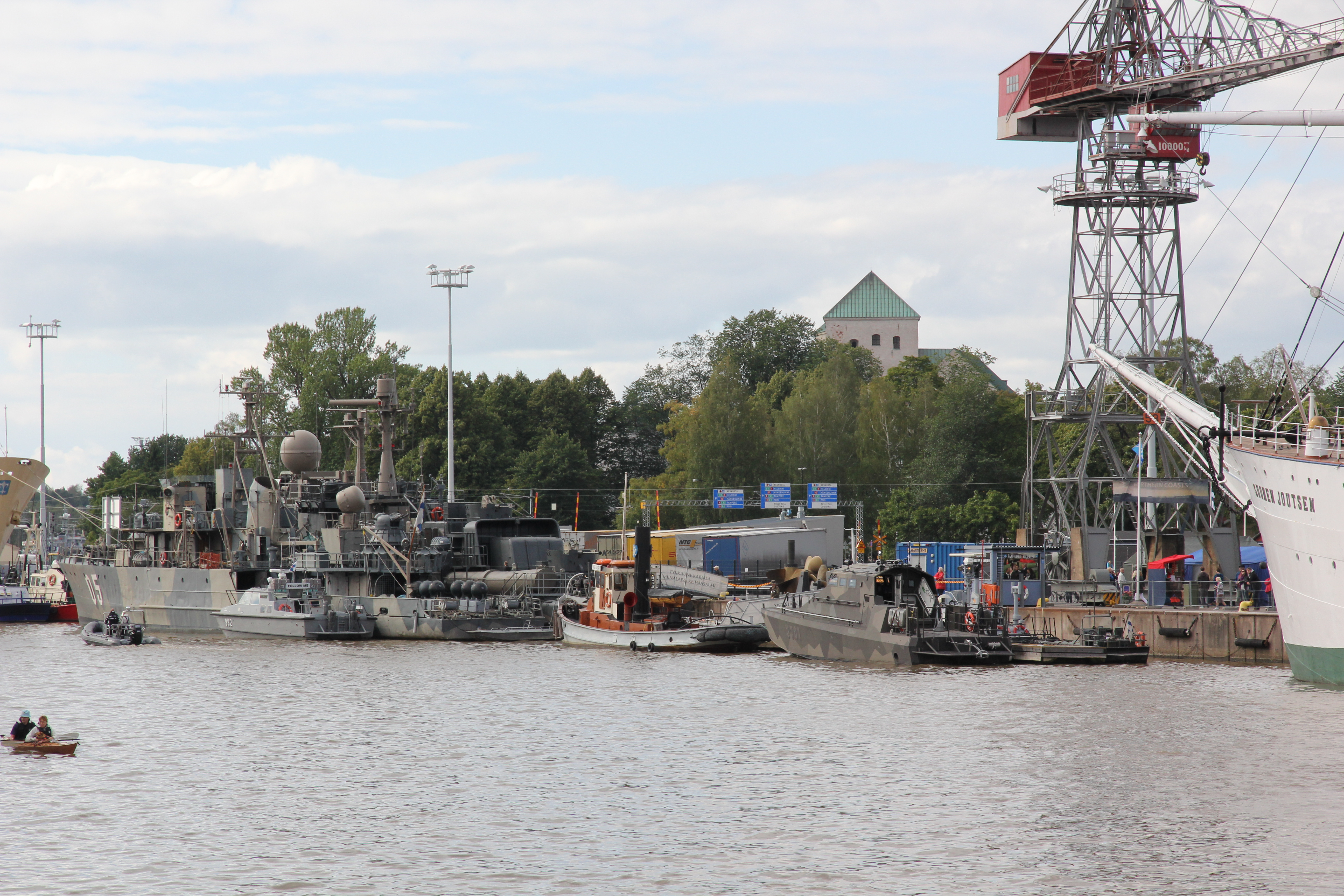